# Afro Samurai (jeu vidéo)
Afro Samurai (アフロサムライ) est un jeu vidéo de type hack 'n' slash développé et édité par Namco Bandai Games, sorti en 2009 sur PlayStation 3 et Xbox 360.
Il est adapté du manga et de l'anime du même nom et a pour suite Afro Samurai 2.